# باکره (فیلم ۱۹۵۳)
باکره (انگلیسی: Virgile) یک فیلم در ژانر کمدی است که در سال ۱۹۵۳ منتشر شد. از بازیگران آن می‌توان به روبر لامورو، جرمین چارلی، برنار موسون و ایو روبر اشاره کرد.